# Formica lincecumii
Formica lincecumii är en myrart som beskrevs av Buckley 1866. Formica lincecumii ingår i släktet Formica och familjen myror. Inga underarter finns listade i Catalogue of Life.